# St. Abdon und Sennen (Ringelheim)

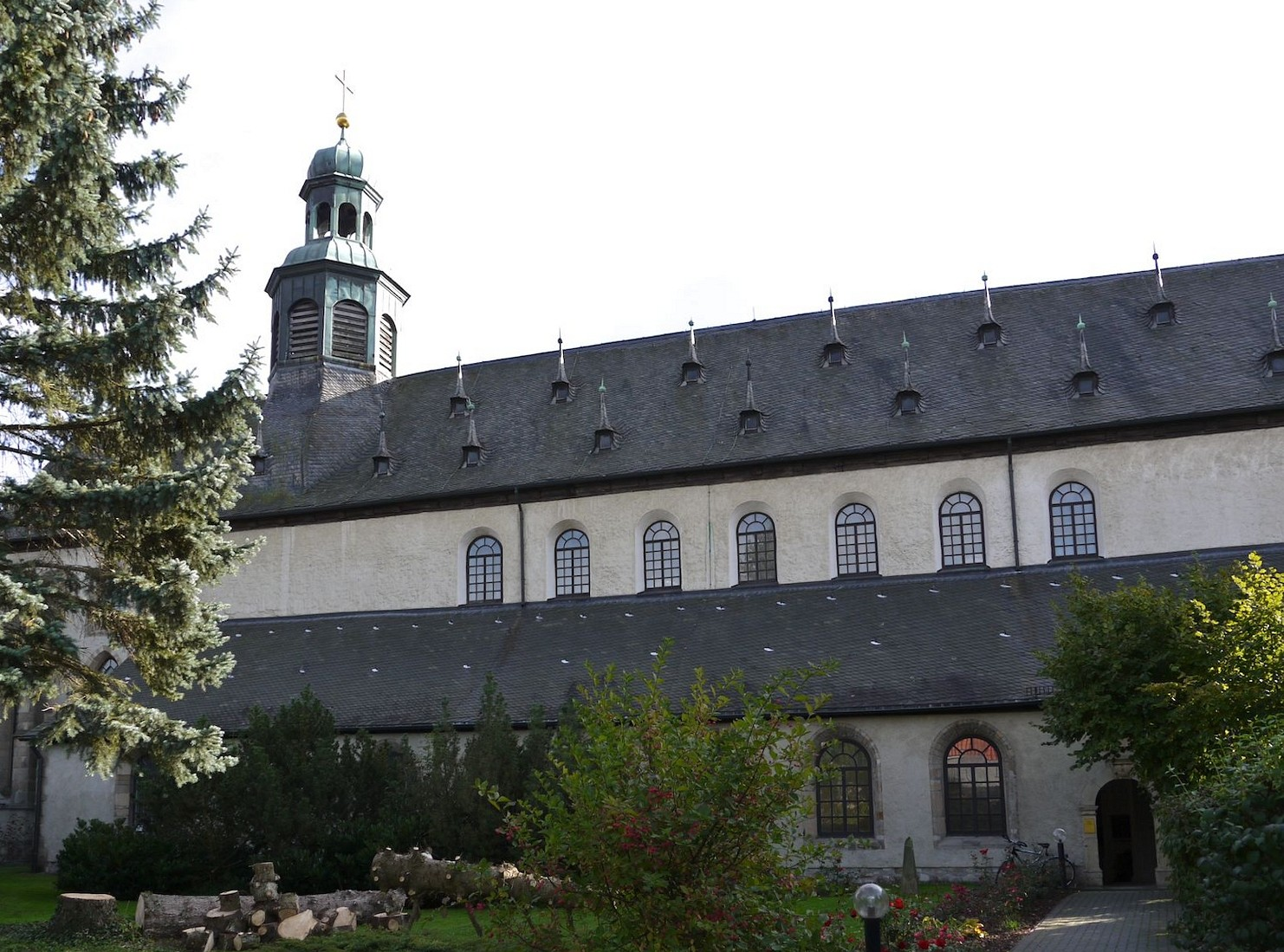
St. Abdon und Sennen, Nordseite

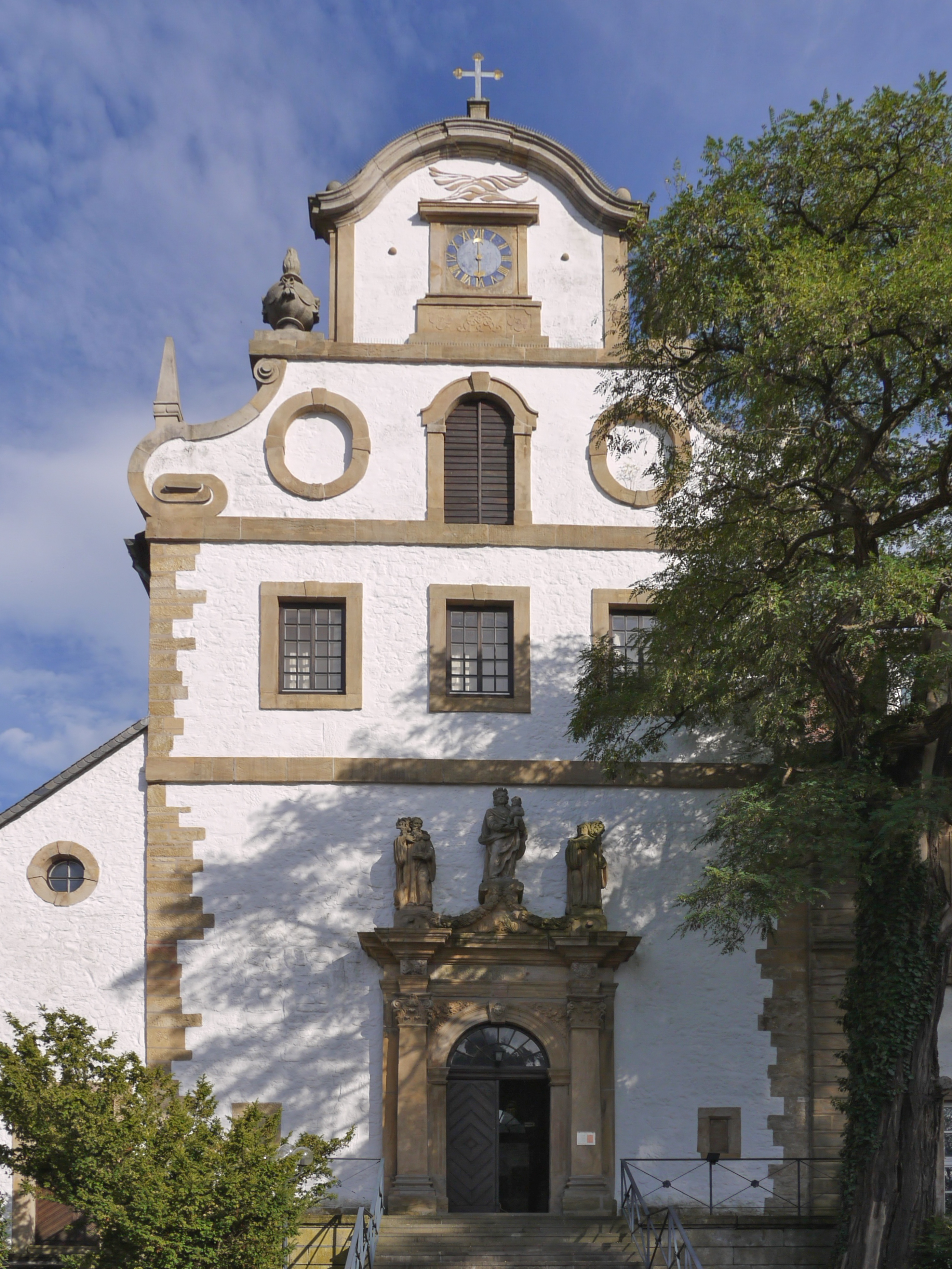
Portalgiebel

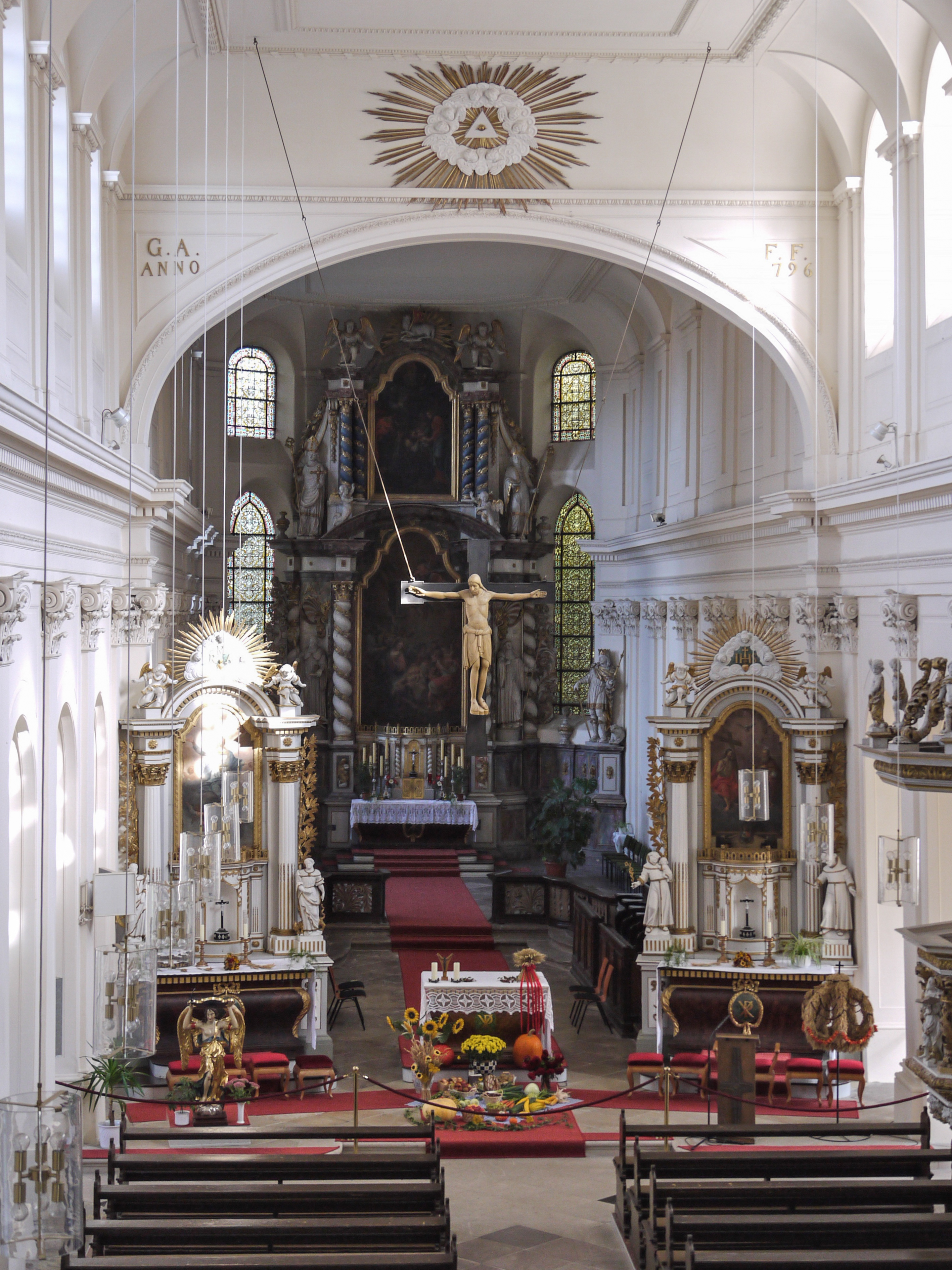
Inneres nach Osten

St. Abdon und Sennen ist die römisch-katholische Kirche in Salzgitter-Ringelheim (Johannesstraße 16). Die ehemalige Abteikirche bildet zusammen mit Schloss Ringelheim den Gebäudekomplex der ehemaligen Benediktinerabtei Ringelheim.

## Geschichte

### Kanonissenstift
Kirche und Kloster gehen auf eine Stiftung des Immedinger Grafen Immat zurück, die König Otto I. im Jahr 941 mit einer Schutzurkunde bestätigte. Das Frauenkloster erhielt das seltene Patrozinium sowie Reliquien der heiligen Abdon und Sennen, zweier persischer „Unterkönige“, die um 250 in Rom das Martyrium erlitten. Bis 1150 war Ringelheim ein reichsunmittelbares Kanonissenstift.
Um 1000 war Judith Äbtissin von Ringelheim. Sie war eine Schwester Bischof Bernwards von Hildesheim. Bernward stiftete, möglicherweise aus Anlass ihres Todes, dem Kloster das Ringelheimer Kreuz, eine monumentale Holzplastik des gekreuzigten Christus von einzigartigem Rang.

### Benediktinerabtei
Nach einer Zeit des Niedergangs übergab König Konrad III. das Kloster 1150 dem Hochstift Hildesheim. Zu dieser Zeit war offenbar kein lebensfähiger Kanonissenkonvent mehr vorhanden. Bischof Bernhard entsandte Mönche aus dem Hildesheimer Michaelskloster und wandelte Ringelheim in eine Benediktinerabtei um. Diese erlebte eine zweihundertjährige Blütezeit, bis sie im 14. Jahrhundert in Schwierigkeiten geriet. Mitte des 15. Jahrhunderts schloss sie sich der Bursfelder Reformkongregation an.

### Reformation
Als Folge der Hildesheimer Stiftsfehde (1519–1523) verlor der Hildesheimer Bischofsstuhl einen Großteil seines Territoriums, darunter auch Ringelheim, an Braunschweig-Lüneburg. Unter Herzog Julius wurde 1570 die Reformation durchgeführt. Das Kloster Ringelheim blieb als Körperschaft unter lutherischen Äbten bestehen, die Gebäude verwahrlosten jedoch.

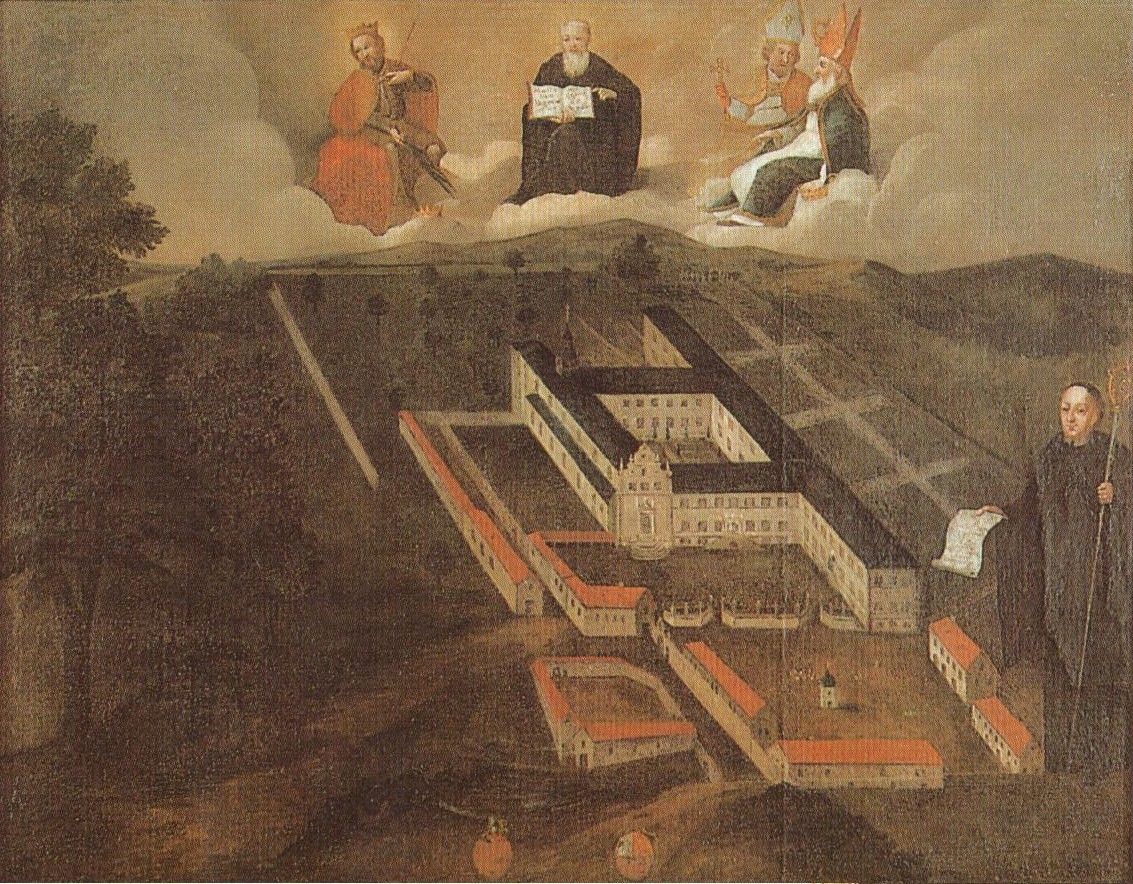
Benediktinerabtei Ringelheim, idealisierte Darstellung um 1720

### Benediktinerabtei
1643 wurde das Hochstift Hildesheim in den Grenzen von 1519 wiederhergestellt. Bischof Ferdinand von Bayern besiedelte das inzwischen verfallene Ringelheimer Kloster wieder mit Mönchen von St. Michael. In den folgenden Jahrzehnten entstand das bis heute weitgehend erhaltene Gebäudeensemble.

### Säkularisation
Nach der Säkularisation 1803 kam Ringelheim an Preußen. Park und Konventsgebäude wurden in Privathand verkauft (siehe Schloss Ringelheim), die Kirche wurde katholische Pfarrkirche. 1961 bekam ihre Kirchengemeinde mit St. Martin im acht Kilometer entfernten Lutter am Barenberge eine inzwischen profanierte Filialkirche. Seit dem 1. November 2006 gehört St. Abdon und Sennen zur Pfarrei St. Marien mit Sitz in Salzgitter-Bad und damit zum Dekanat Goslar-Salzgitter.

## Architektur
Die im 10. Jahrhundert erbaute vorromanische Kirche war eine dreischiffige Basilika ohne Querhaus. Sie besaß einen Westturm mit einer pyramidenförmigen Haube sowie zwei Kapellen. Diese und der Turm wurden nach einem Brand 1596 abgerissen. 1485–1504 wurde die Klosterkirche um einen spätgotischen Chor erweitert.
Nach der Rückkehr der Benediktiner wurden Langhaus und Chor 1694 erhöht. Das Langhaus erhielt ein neues Dach mit Spitzgauben und am Übergang zum Chor einen achteckigen Dachreiter mit Laterne. An der Stelle des alten Westturms entstand 1730 die barocke Schaufassade, die heute der augenfälligste Teil des Außenbaus ist. Sie ist wie der ganze Bau weiß verputzt und mit steinsichtigen Querbändern und Kanten in zwei Wand- und zwei Giebelgeschosse gegliedert, von denen das unterste fast die halbe Gesamthöhe einnimmt. In ihm befindet sich das Portal, das von Pilastern und Architrav gerahmt ist und über dem die Figur der Muttergottes mit Kind steht, flankiert von den heiligen Benedikt und Scholastika. Das obere Wandgeschoss enthält drei rechteckige Fenster. Der Giebel ist mit Voluten und geschwungener Bogenkrönung, Obelisken und Vasen, verschiedenförmigen (Schein-)Fenstern, einer Uhr mit blauem Zifferblatt und einem darüber stehenden Kreuz reich gestaltet.

## Raumgestaltung

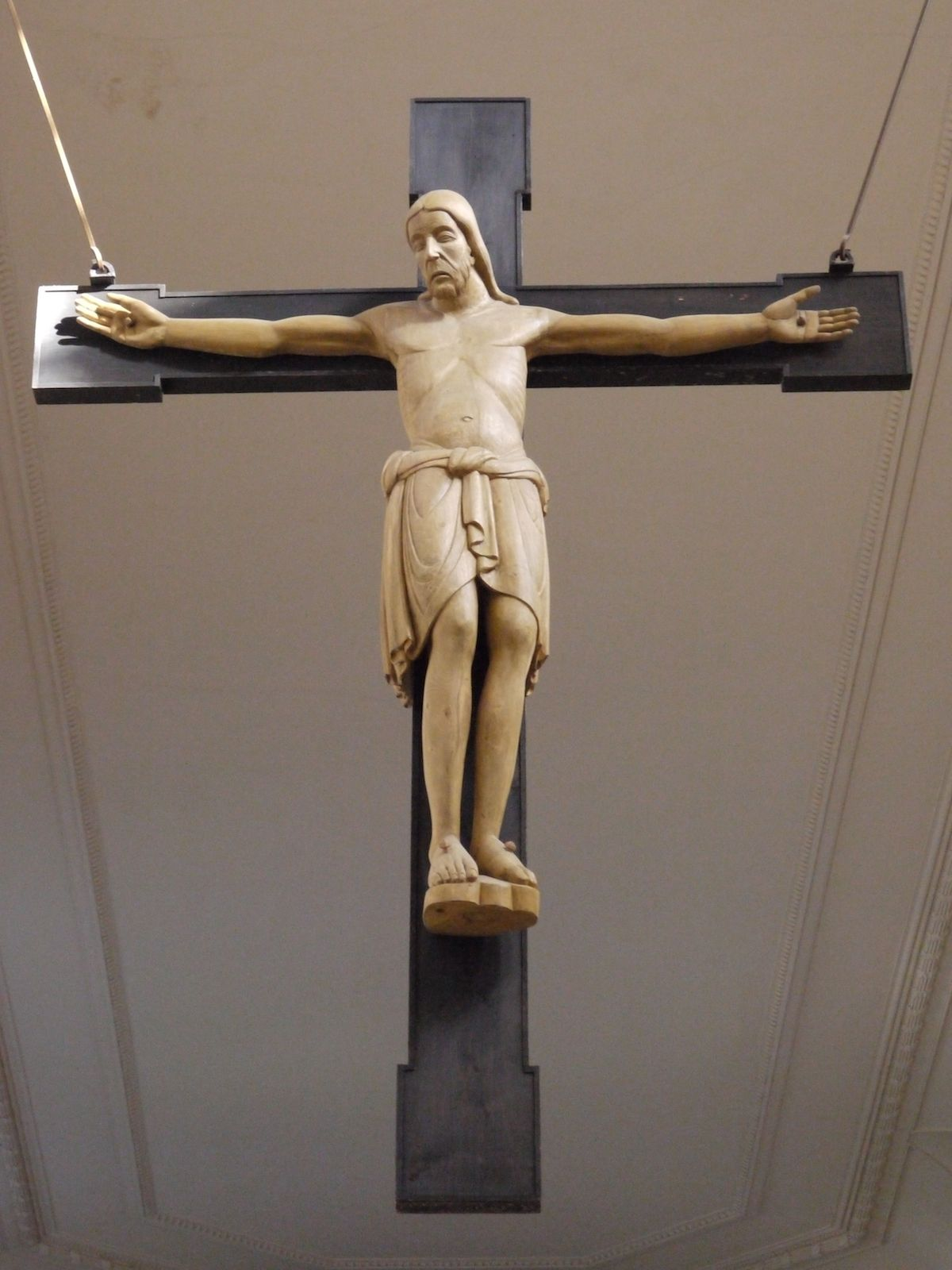
Kopie des Ringelheimer Kreuzes über dem Zelebrationsaltar

Das Kircheninnere präsentiert sich in der frühklassizistischen Gestalt, die es unter dem letzten Abt Godehard Arnold (1794–1803) erhielt. Es ist eine hohe und langgestreckte Halle mit schmalen Bogendurchgängen zu den Seitenschiffen. Über diesen zieht sich durch die ganze Raumlänge ein Stuckgebälk, das das Untergeschoss von einer „Himmelszone“ trennt. Der flachen Decke mit Stichkappen über den Fenstern fehlt eine – wahrscheinlich ursprünglich geplante – Bemalung. Die großen rundbogigen Obergadenfenster sind klarverglast und geben reichlich Licht. Wände und Decke sind weiß gefasst. Die Pilaster enden in reich stuckierten Scheinkapitellen. Der Chor setzt das Mittelschiff in voller Breite und Höhe fort. Er ist durch zwei schräg aufgestellte Seitenaltäre und unter der Decke durch einen flachrunden Mauerbogen vom Langhaus abgesetzt.

### Hochaltar
Im Zentrum der Raumperspektive steht der barocke Hochaltaraufbau im Chorschluss. Er entstand um 1700. Seine Basis ist armartig verbreitert und trägt an den Enden die Statuen der Kirchenpatrone Abdon und Sennen, dargestellt als Könige mit Krone, Zepter und Schwert sowie mit ihren Märtyrerattributen, einem Bären und einem Löwen. Das Retabel besteht aus zwei säulen-, gebälk- und zierwerkgerahmten Stockwerken. Das untere zeigt im Altarbild die Geburt Christi (J. A. Pöttinger, Hildesheim, 1801) und zwischen den Rahmensäulen die Statuen der benediktinischen Patrone Benedikt und Scholastika, die auch über dem Außenportal erscheinen. Im oberen, schmaleren Stockwerk sind als Bild die Anbetung der Hirten, als flankierende Statuen die heiligen Bischöfe Bernward und Blasius zu sehen. Die Altarbekrönung bildet das Lamm Gottes mit Kreuzesfahne und Strahlenkranz zwischen zwei knienden Engeln.

### Ringelheimer Kreuz

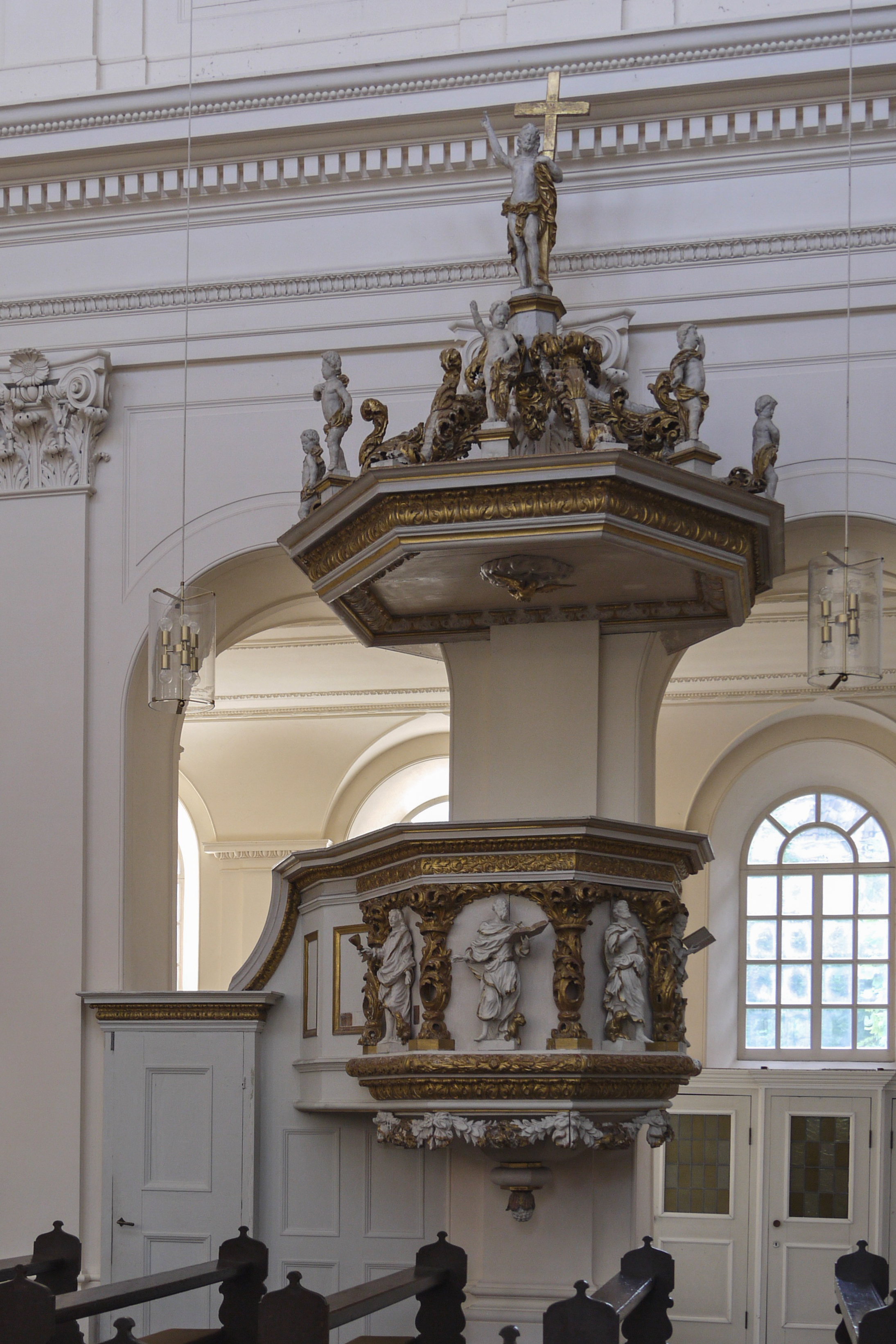
Kanzel

Das neben mehreren barocken Kelchen und Monstranzen bedeutendste Stück des Kirchenschatzes von St. Abdon und Sennen ist das Ringelheimer Kreuz, die Stiftung Bischof Bernwards um das Jahr 1000. Der Christuskorpus aus Linden- und Eichenholz – das Kreuz selbst ist nicht mehr vorhanden – ist 1,62 m hoch und von ungewöhnlicher Lebendigkeit und Ausdruckskraft. Im kunstgeschichtlichen Rang für seine Zeit wird ihm nur das Kölner Gerokreuz an die Seite gestellt. Das Original befindet sich seit einer umfassenden Konservierungsmaßnahme 1993 als Dauerleihgabe im Dommuseum Hildesheim. Für St. Abdon und Sennen schuf Hans Kazzer (München) 1993/94 eine Kopie, die die ursprüngliche Gestalt des Kreuzes einfühlsam rekonstruiert. Sie hängt als Triumphkreuz über dem Zelebrationsaltar. Bei der Restaurierung 1949–1951 wurde im Haupt des Kreuzes ein Lederbeutel mit einem Pergament gefunden. Dieses trug die Inschrift „De sepulchro domini“ (d. h. „vom Grabe des Herrn“). Die Rückseite trug die Signatur von Bernward („B.+ep.“ – Bernwardus episcopus), im Beutel lagen auch noch zwei kleine Steine, die dem Zettel nach Reliquien aus dem Heiligen Land waren.

### Kanzel und Seitenaltäre
Die reich ornamentierte Kanzel vom Ende des 18. Jahrhunderts ist mit lebhaften Figuren der vier Evangelisten geschmückt. Den mit Putten besetzten Schalldeckel krönt der auferstandene Christus mit dem Kreuz.
St. Abdon und Sennen verfügt über vier Seitenaltäre. Am Choreingang stehen rechts der Christusaltar mit einem Dreifaltigkeitsbild und Statuen der heiligen Franz von Assisi und Antonius von Padua, links der Marienaltar mit einem Gemälde der Himmelfahrt Mariens und Statuen der heiligen Margareta und Katharina. Beide Nebenaltäre stammen aus dem späten 18. Jahrhundert.
Zwei weitere, gut hundert Jahre ältere figurenreiche Seitenaltäre stehen in den Ostabschlüssen der Seitenschiffe. Der nördliche enthält anstatt eines Gemäldes eine spätgotische holzgeschnitzte und farbig gefasste Pietà.

## Orgel

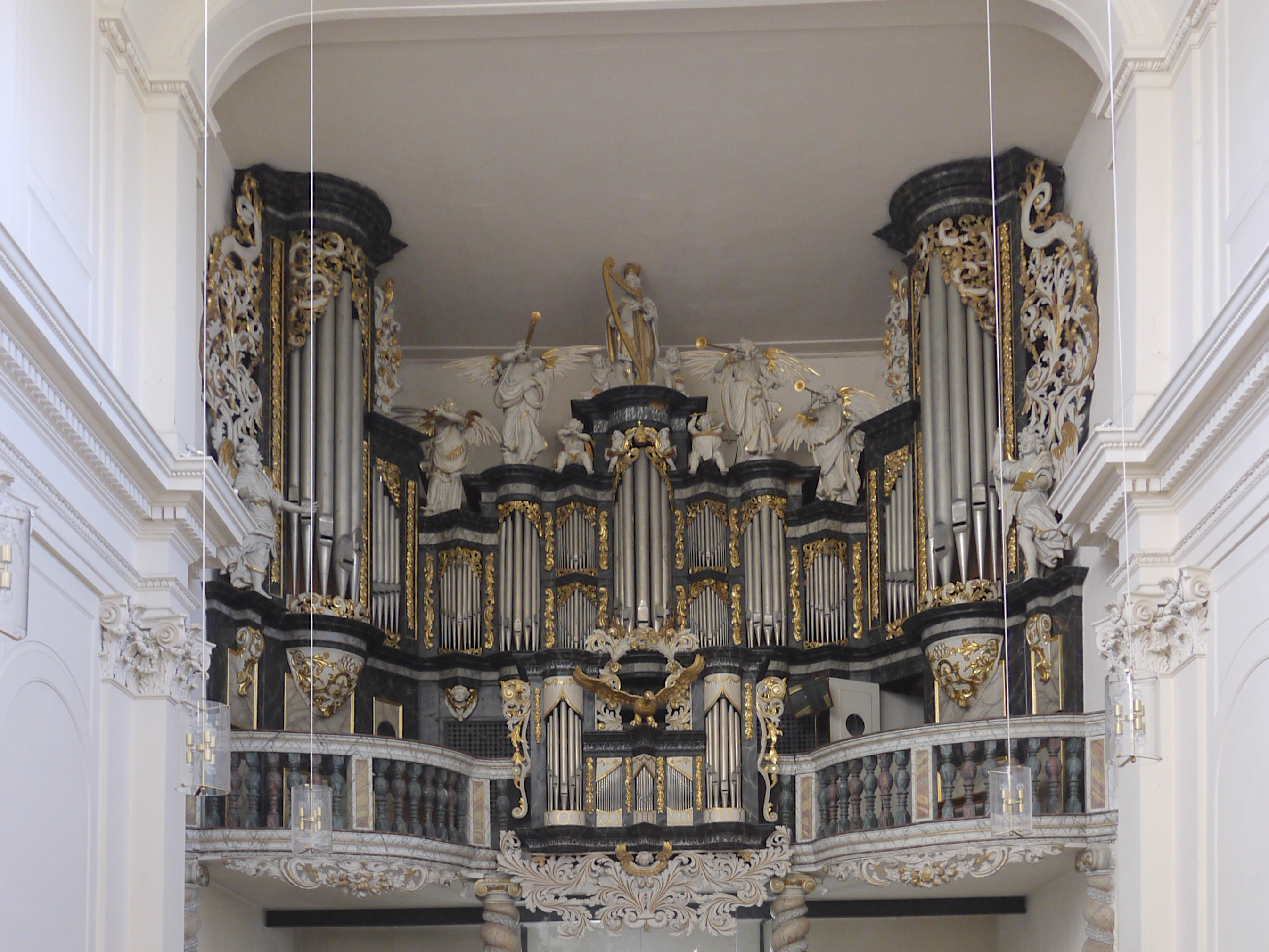
Barockorgel

Die Orgel gehört zu den Hauptwerken des barocken Orgelbaus im niedersächsischen Raum. Sie wurde 1696 wahrscheinlich von dem Einbecker Orgelbaumeister Andreas Schweimb geschaffen und nach dessen Tod von Johann Jacob John (um 1700) fertiggestellt. Akustik und Optik wurden bis zum Ende des 18. Jahrhunderts modernisiert. Um 1750 wurden die Pedaltürme von einem Orgelbauer ergänzt. Das Instrument verfügt heute über 32 Register auf zwei Manualen und Pedal, von denen noch ein großer Teil erhalten ist. In mehreren Abschnitten führte Gebrüder Hillebrand Orgelbau eine Restaurierung zwischen 1974 und 1992 durch.
Nach verschiedenen Restaurierungsmaßnahmen des 19. und 20. Jahrhunderts gleicht sie heute wieder weitgehend dem spätbarocken Zustand. Der weiß-goldene, reich verzierte Prospekt mit schwarzen Gebälken nimmt über dem Westportal die ganze Breite des Mittelschiffs ein. Bekrönt wird er von der Figur König Davids mit der Harfe, umgeben von musizierenden Engeln.
| I Hauptwerk C,D–c3 |                |     |
| 1.                 | Principal      | 8′  |
| 2.                 | Quintadena     | 16′ |
| 3.                 | Viola di Gamba | 8′  |
| 4.                 | Rohrfloit      | 8′  |
| 5.                 | Octava         | 4′  |
| 6.                 | Floit          | 4′  |
| 7.                 | Quinta         | 3′  |
| 8.                 | Octava         | 2′  |
| 9.                 | Mixtur V       |     |
| 10.                | Trompete       | 8′  |
| 11.                | Vox Humana     | 8′  |
|                    | Tremulant      |     |
|                    | Zimbelsterne   |     |

| II Rückpositiv C,D–c3 |                 |       |
| 12.                   | Principal       | 4′    |
| 13.                   | Gedackt         | 8′    |
| 14.                   | Spitzflöt       | 4′    |
| 15.                   | Quinta          | 3′    |
| 16.                   | Octava          | 2′    |
| 17.                   | Sesquialtera II |       |
| 18.                   | Quinta          | 1 ⁄2′ |
| 19.                   | Scharf IV       |       |
| 20.                   | Hobo            | 8′    |
| 21.                   | Krumbhorn       | 8′    |
|                       | Tremulant       |       |

| Pedalwerk C,D–d1 |           |         |
| 22.              | Principal | 16′     |
| 23.              | Violon    | 16′     |
| 24.              | Subbass   | 16′     |
| 25.              | Quinte    | 10 2⁄3′ |
| 26.              | Octava    | 8′      |
| 27.              | Octava    | 4′      |
| 28.              | Nachthorn | 2′      |
| 29.              | Mixtur IV |         |
| 30.              | Posaune   | 16′     |
| 31.              | Trompete  | 8′      |
| 32.              | Cornet    | 2′      |

- Koppeln: II/I, I/P, II/P

## Ringelheimer Orgeltage
In St. Abdon und Sennen finden seit 1989 alljährlich im Mai an vier Sonntagen die Ringelheimer Orgeltage mit namhaften Organisten statt.